# ゴタ消し -示談交渉人 白井虎次郎-
『ゴタ消し-示談交渉人 白井虎次郎-』（ゴタけし じだんこうしょうにん しらいとらじろう）は、大沢俊太郎による日本の漫画。『スーパージャンプ』（集英社）2008年22号より連載開始。2011年21・22合併号での同誌の休刊をもって連載は打ち切りとなった。単行本は集英社（ジャンプコミックスデラックス）から全9巻が刊行されている。

## 概要

### あらすじ
主人公白井虎次郎は、かつて外務省に所属していたが、ルキニア事件をきっかけにゴタ消し（いわゆる事件屋）へと身を落とし、裏社会においていまだ不敗の凄腕交渉人として名を馳せる。

### 特徴
「交渉」を題材とした作品だけあって、作中に心理学用語が頻繁に使われている。

## 登場人物

### 主要人物
白井 虎次郎
ゴタ消し。通称白虎。既婚。クールでぶっきらぼうな言動は依頼人をも逆撫でしてしまう事があるが、根は不器用ながらも人想いな性格。肉体的には非力だが、豊富な知識と剛胆さを持つ凄腕の交渉人である。元々は外務省の外交官で交渉の切り札的存在であり、外交官時代にルキニア事件の人質交渉に当たり人質56人全員を救い出すという偉業を成し遂げた。だがその交渉で壮絶な拷問を受けて体中傷だらけ、そして一晩で髪が真っ白になってしまう。さらに交渉成立の代償として、妻子を拉致されてしまった。事件直後外務省を退職しゴタ消しとなって金を稼ぎつつ、ルキニアに渡った義兄（妻の兄）と共に妻子探しを続けている。白髪と黒のジャケットがトレードマーク。ルキニア事件で妻子が拉致された事実を隠したがる国家・公安から目を付けられているために渡航が出来ない状況にいる。ちなみにめったに使わないがスリも得意であり、事件解決の為にしか使わない。また、非力なためケンカが苦手だが防衛のための策とハッタリは特筆するべきものがあり、数分なら時間を稼げる（さすがに倒すことまでは無理）。
桜 彩乃
裏社会では名の通った紹介屋。白虎（厳密には数人のゴタ消し）にゴタを仲介しているが、依頼人が白虎（ら）の元を直接訪れることも多い。肉体的に劣る白虎に対し、チンピラを蹴り一発で撃退するシーンがあることから、強さに自信を持っていることが窺える。ぶっきらぼうで性格の悪い白虎に呆れつつも、彼の渡航やゴタ仲介など妻子探しをサポートしている。
セアド＝バジ
反政府軍のリーダーテロリストで、ルキニア事件の主犯格、白虎の妻子を拉致した張本人。額に多数有る被弾跡が大きな特徴で、右足は義足。白虎との交渉(彼曰く「ゲーム」)をより高度な次元で愉しもうとし、白虎の妻子拉致などを画策する。

## 用語
ゴタ消し
ゴタ（揉め事、ごたごた、いざこざなどの俗語）を消す（解決する）ことを生業にしている人のこと。ゴタ消し=白虎という訳ではなく、原作には白虎以外のゴタ消しも登場する。
ルキニア共和国
中東にある国で、バジがクーデターを起こして政権をとった。
ルキニア事件
ルキニアの大使館でバジ率いるテロリストが起こした人質立てこもり事件。56人の人質を解放するための交渉に（当時外交官だった）虎次郎が挑み、56人の人質を解放した（表向きには他に人質は居なかったことになっている）。

## 単行本
すべて集英社のジャンプ・コミックス デラックスから発売されている。
1. 2009年4月3日発売、ISBN 978-4-08-859770-6
2. 2009年4月3日発売、ISBN 978-4-08-859771-3
3. 2009年11月4日発売、ISBN 978-4-08-859810-9
4. 2010年4月30日発売、ISBN 978-4-08-859833-8
5. 2010年9月3日発売、ISBN 978-4-08-859851-2
6. 2010年12月29日発売、ISBN 978-4-08-859867-3
7. 2011年3月4日発売、ISBN 978-4-08-859875-8
8. 2011年8月4日発売、ISBN 978-4-08-859893-2
9. 2011年12月2日発売、ISBN 978-4-08-858779-0

## テレビドラマ
『示談交渉人 ゴタ消し』（じだんこうしょうにん ゴタけし）のタイトルで、2011年1月6日から3月31日まで読売テレビ制作・日本テレビ系列(NNS)の木曜ナイトドラマ枠（毎週木曜23:58 - 翌0:38）で放送された。本作は木曜ナイトドラマ枠の最終作品となる。
主演はキングコングの西野亮廣で、西野はこの作品が連続ドラマ初主演。また、木曜ナイトドラマ枠でのお笑い芸人の主演作は、2010年1月期放送の『連続ドラマ小説 木下部長とボク』（主演・板尾創路）以来となる。この他、西野とゴリが所属するよしもとクリエイティブ・エージェンシー所属の芸人・俳優がゲストとして出演している。
キャッチコピーは「ストーカー、セクハラ、クレーマー…秘められた悪意を見抜け」

### キャスト

#### レギュラー
- 白井虎次郎 - 西野亮廣（キングコング）
33歳。交渉のプロフェッショナル。未婚者。下戸でミックスジュースが好き。よく「Nego」でゲーム（主にモンスターハンター ポータブル 3rd）に興じている。
いつもは死んだように表情が暗く、クールな一匹狼だが、相手をやり込めた時やゴタが解決に近付くと妙に活き活きとする。滅多に感情を露にしないが、たまに怒るとヒステリーを起こす。
元外務省の交渉人。2008年2月8日に起きた駐日トルネシア共和国大使館立てこもり事件の際、たった一人で犯人グループとの交渉にあたった。そこで犯人側が提示したロシアンルーレットを受け、銃の引き金を引けたら一人ずつ人質を解放できるという状況の中、最後の引き金を引くことが出来ず、知之が連れ去られてしまったことに責任を感じ、以後彩乃を自分の助手として引き入れ、父親代わりとなって見守ってきた。
本人曰く「女って生きものが嫌い」。彩乃を女扱いしてはいないようだが、後述の経緯からいつも彩乃を気にかけ、心配している。
- 桜彩乃 - 忽那汐里（幼少期：本田望結 / 第5話[2]）
20歳。フリーター。白虎のアシスタントで、主に情報集めや尾行して写真で証拠を残したりする役目。
愛嬌豊かで天真爛漫な性格。素直だがお人好しな性格のため騙されることも多い。
後述する駐日トルネシア共和国大使館人質事件で白虎が解放出来なかった[3] 知之の娘（ただし小さい頃に別居している）。
依頼者の女性が白虎と仲良くしているのを見て、二人の仲を気にするあまり嫉妬したり、敵対心むき出しになることがあり、信吾にもそのことでからかわれている。
- 藤井信吾 - ゴリ（ガレッジセール）
34歳。番組オリジナルキャラクター。カフェ&バー「Nego」のマスター。
元警視庁の刑事で、白虎と出会う切っ掛けとなった駐日トルネシア共和国大使館人質事件や虎次郎が消そうとするゴタに関する情報を幅広い人脈を駆使して収集する。滅多に見せないが格闘技にも精通。
白虎の一番の理解者。白虎とは厚い信頼関係で結ばれている。彩乃のことをとても可愛がっているが、たまにケンカになる。
- オープニングナレーション - 奈佐健臣

#### 準レギュラー
- アイス売り - 武田幸三（第2・4・6・8・10・最終話）
真冬でも麦わら帽子を被り、アロハシャツに短パンという服装で自転車に乗り、「超合筋アイスクリーム」[4] を売り歩いている。
最終話で白虎のおかげで指を切らずに足を洗えたと感謝するくだりがあり、過去に白虎に助けられたことがある模様。
- 澤田京介 - 丸山智己（第7・10・11話）
フリーライター（実際はブラックライター）。息子の元貴がいじめられていると学校に出向き、担任のみのりを訴え、学校から賠償金を巻き上げようとしていた。みのりからゴタ消しの依頼を受けた白虎により、実際は京介が妻の紗英や元貴に虐待を加えていたことが発覚し、撃退された。しかし、駐日トルネシア共和国大使館人質事件で白虎が外務省の交渉担当者だったことを思い出し、白虎のすべてを暴いてメチャクチャにしようと画策。白虎の交渉失敗により父親が消息を絶ったことを彩乃に暴露してしまう。
- 鈴木浩司 - 松田洋昌（ハイキングウォーキング / 第3・最終話）
証券会社勤務。上司である美波からのパワハラに悩まされていたが、もうすぐ子供が生まれるため波風立てず問題解決し、元通りに働くことを望んでいた。そんな時に白虎にゴタ消ししてもらい、以来白虎を恩人として、心から信頼する。
- 仁科竜介 - 木村祐一（第5・最終話）
中華レストラン「龍心」の経営者。だが裏ではヤクザ紛いのネットワークを持っている。第5話で岩田と佐々木の裏切りを白虎に暴いてもらったことから、彼を認めている。
- 桜知之 - 加藤浩次（極楽とんぼ）（第11 - 最終話）※第11話は写真のみ
大学教授（心理学専攻）で彩乃の父親。駐日トルネシア共和国大使館人質事件で白虎の交渉失敗により犯罪グループに連れ去られる。
人質事件の最後の被害者と思われていたが、実は犯罪グループの真の黒幕。大学教授時代、心理学の見地から交渉術を研究していた折に外務省から交渉人として駆り出され、中東の邦人誘拐事件の交渉に挑んだが失敗。政府によって事実を闇に葬られた逆恨みとして、駐日トルネシア共和国大使館人質事件を画策した。さらに人質事件から3年後、彩乃を誘拐して白虎から引き離し、白虎に犯罪を犯させて金と部下を奪わせ、政府の鼻を明かそうとする。だが白虎の交渉術の前に敗北し、事件から3年の時を経て部下共々警察に一網打尽にされた。

#### ゲスト
第1話
- 里見愛子 - 倉科カナ
- 若林誠 - 藤森慎吾（オリエンタルラジオ）
- 若林広恵 - 古手川祐子
- 福田 - 吉満涼太
- 横山由里 - 阪田瑞穂
- 恭子 - 西田奈津美
- 裕太 - 是近敦之

第2話
- 村田かおり - 磯山さやか
- 桜田貴明 - ほっしゃん。
- 新井部長 - 沼崎悠
- バーテンダー - 篠崎祐樹

第3話
- 山崎美波 - 吉田羊
- 森田喜一郎 - 木下政治
- 居酒屋の店主 - 島田洋八
- 居酒屋のおかみさん - ふくまつみ
- 居酒屋の客 - 大堀こういち
- 営業課員 - 中野公美子、大坪貴史、吉井興
- 鈴木の妻 - 葛西直美（写真のみ）

第4話
- 水原和美 - 馬渕英俚可
- 麻生潔 - 品川祐（品川庄司）
- 佐川義彦 - 津村知与支
- 清水唱子 - おぐちえりこ
- 雑貨屋の店員 - 原万紀子
- 佐川の手下 - 重山邦輝、林和人、浜田有希
- 麻生の客 - 橋本愛実、青木知心

第5話
- 三条実花 - 上原美佐
- 岩田幸三 - 近江谷太朗
- 佐々木英夫 - 松本実
- 三条草太 - 加部亜門
- マリ - 清水恵理
- キャバクラの客 - ピクニック、佐久間一行、シューレスジョー、須藤謙太朗（大好物）
- 彩乃の母親（回想） - 原田裕子
- 仁科のボディーガード - 貫名護、山丸親也
- キャバクラ嬢 - 吉原麻貴

第6話
- 堀田仁美 - 国分佐智子
- 堀田隆夫 - 福田転球
- 順二 - 上山竜司
- 大島知子 - 児玉絹代
- 真由美 - 酒井治美

第7話
- 西野みのり - 岩田さゆり
- 澤田紗英 - 倉田亜味
- 澤田元貴 - 浦上晟周
- 八重樫教頭 - 田原正治
- 洋子 - 宍戸美和公
- 花代 - 小林きな子
- 知美 - 小飯塚貴世江
- 児童相談所職員 - 河野宏明
- 生徒 - 小柴亮太

第8話
- 小林千晴 - 浅見れいな
- 佐久間重子 - 小川菜摘
- 中山玄 - 小林隆
- 竹田章 - なだぎ武（ザ・プラン9〈当時〉）
- 主婦 - 山下裕子、氏家恵、枝村明子、原千果子、ガブリエル三谷、佑希梨奈
- スーパーの警備員 - 小幡誠

第9話
- 佐伯翔子 - 野村真美
- 速水周介 - 板倉俊之（インパルス）
- 佐伯千香 - 森田彩華
- 本庄俊夫 - 芦澤和哉
- セミナー受講者 - 西村いづみ、小暮邦明、石川詩織
- 引っ越し業者 - 岸部四郎、増田栄二
- アナウンサー - 鈴木伸

第10話
- 葉山リサ - 有村実樹
- 芦田マユ - 上野なつひ
- 岸本賢 - ヒデ（ペナルティ）
- エリナ - 杜野まこ
- ミチル - 松田百香
- バーテンダー - チング・ポカ
- 岸本の仲間 - 竹下茄人、細川佳央
- ファミレスの店員 - 伊藤修子、井口哲也

第11話
- 星野茜 - 中村ゆり
- 佐村弘 - 升毅
- 佐村隆 - 竹若元博（バッファロー吾郎）
- 石本 - 山崎画大
- 太田 - 堀田勝
- 藤原 - 山本卓也

第12話
- 沼田真也 - 和田聰宏
- 相模総一朗 - 遠山俊也
- 一条康介 - 水橋研二
- 相模絵里香 - 田中莉香子
- 沼田の部下 - 兼松若人、竹岡真悟、岩澤晶範、伊藤力
- 足を撃たれた人質 - 花戸祐介
- 絵里香の友人 - 吉川奈穂
- ファミレスの客 - 山田将之、伊藤玄紀、谷真美也、岸本尚子、加藤衛、伊澤眞美子
- ファミレスの店員 - 大山ルミ、長部努
- ファミレスのシェフ - 中村敦
- 彩乃を拉致した沼田の仲間 - 李千鶴、酒元信行
- 『NEWSイブニング』リポーター - 高山友里

最終話
- 沼田真也 - 和田聰宏
- 沼田の仲間 - 李千鶴
- 仁科のボディーガード - 貫名護、山丸親也
- 警察官 - 宮本武勇志、ロッキー壮大、雄大

### スタッフ
- 原作：大沢俊太郎『ゴタ消し -示談交渉人 白井虎次郎-』（集英社スーパージャンプ連載中）
- 脚本：大石哲也、鈴木智、川嶋澄乃
- 音楽：松本晃彦
- 宣伝：植村なおみ[5]、折原加奈
- 演出：岡本浩一、石川北二、本田隆一、岡崎成克
- チーフプロデューサー：堀口良則
- プロデューサー：岡本浩一、河内俊昭（よしもとクリエイティブ・エージェンシー）
- プロダクションプロデューサー：大越大士（ビデオフォーカス）
- 協力プロデューサー：立石憲一郎（ジャパンプロデュース）
- 制作プロダクション：ジャパンプロデュース
- 制作協力：吉本興業
- 制作：読売テレビ

### 主題歌
- rhythmic「光のレール」（よしもとアール・アンド・シー）

### サブタイトル
| 話数   | 放送日        | サブタイトル         | 脚本     | 演出     |
| ------ | ------------- | -------------------- | -------- | -------- |
| 第1話  | 2011年1月6日  | クレーマー           | 大石哲也 | 岡本浩一 |
| 第2話  | 2011年1月13日 | ストーカー           | 鈴木智   | 石川北二 |
| 第3話  | 2011年1月20日 | パワーハラスメント   | 川嶋澄乃 | 本田隆一 |
| 第4話  | 2011年1月27日 | 災いを予知する占い師 | 大石哲也 | 岡本浩一 |
| 第5話  | 2011年2月3日  | 脅迫                 | 鈴木智   | 石川北二 |
| 第6話  | 2011年2月10日 | 離婚                 | 川嶋澄乃 | 本田隆一 |
| 第7話  | 2011年2月17日 | モンスターペアレント | 鈴木智   | 本田隆一 |
| 第8話  | 2011年2月24日 | 近隣トラブル         | 川嶋澄乃 | 石川北二 |
| 第9話  | 2011年3月3日  | 結婚詐欺             | 鈴木智   | 石川北二 |
| 第10話 | 2011年3月10日 | カリスマモデル恐喝   | 川嶋澄乃 | 本田隆一 |
| 第11話 | 2011年3月17日 | リストラ             | 川嶋澄乃 | 岡崎成克 |
| 第12話 | 2011年3月24日 | 立てこもり           | 鈴木智   | 岡本浩一 |
| 最終話 | 2011年3月31日 | 最後の交渉           | 大石哲也 | 岡本浩一 |

- 第1話の視聴率は関西では9％と同枠で最高視聴率となった。
- 第11話以降は、東日本大震災の影響により、木曜ナイトドラマの提供スポンサー・KDDIは自粛した。
- 平均視聴率は同枠では『LOVE GAME』以来、7作ぶりに5%超えとなった。

| 読売テレビ 木曜ナイトドラマ                         | 読売テレビ 木曜ナイトドラマ                            | 読売テレビ 木曜ナイトドラマ                                                                                 |
| 前番組                                              | 番組名                                                 | 次番組 |
| --------------------------------------------------- | ------------------------------------------------------ | --- |
| FACE MAKER （2010年10月7日 - 12月30日）             | 示談交渉人 ゴタ消し （2011年1月6日 - 3月31日）         | 廃枠 |
| 読売テレビ制作・日本テレビ系列 木曜23:58 - 翌0:38枠 |                                                        | |
| FACE MAKER                                          | 示談交渉人 ゴタ消し 【この番組まで木曜ナイトドラマ枠】 | 四つ葉神社ウラ稼業 失恋保険〜告らせ屋〜 （2011年4月7日 - 6月30日） 【この番組より木曜ミステリーシアター枠】 |